# Jean Cortvriendt
Pour les articles homonymes, voir Cortvriendt.

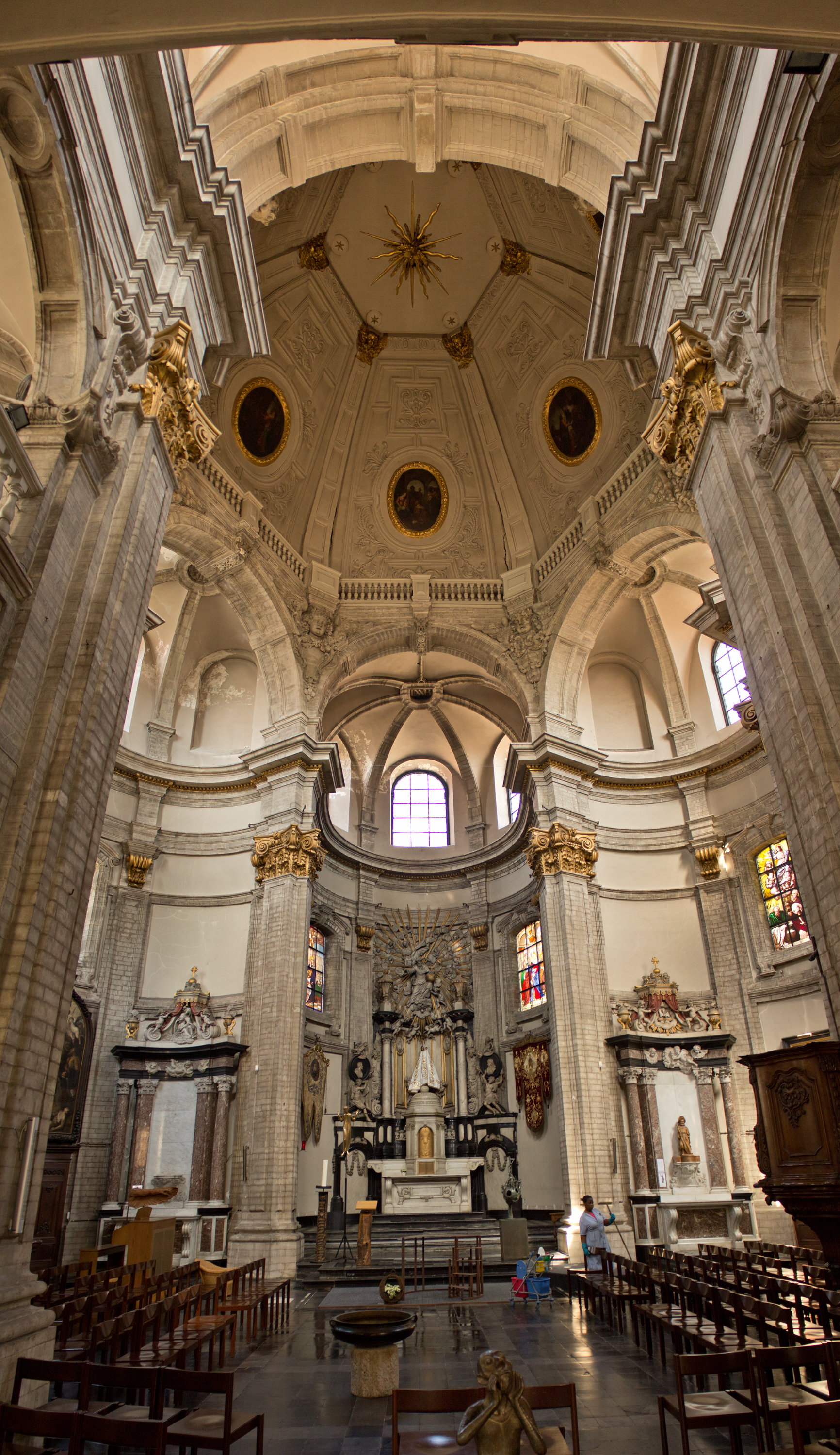
Nef centrale de l'église Notre-Dame de Bon Secours de Bruxelles, par l'architecte Jean Cortvriendt

Jean Cortvriendt, né à Bruxelles au début du XVIIe siècle, est un architecte et sculpteur baroque des Pays-Bas du sud.

## Biographie
Comme c'est le cas pour bon nombre d'artistes bruxellois du XVIIe siècle, comme récemment encore pour les créateurs de la Grand-Place de Bruxelles, sa biographie n'a pas attiré l'attention des historiens d'art et reste peu connue. Auteur pourtant d'une église en style baroque italien à Bruxelles, l'église Notre-Dame de Bon Secours, il a certainement reçu une formation artistique poussée.

## Son œuvre
- 1663 : Dessin des stalles de l'église du prieuré de Groenendael.
- 1664 : église Notre-Dame de Bon-Secours à Bruxelles.
- 1681 : Conception et exécution du grand autel de l'église Saint-Nicolas de Buggenhout.